# Алгоритм рішення винахідницьких задач

Рисунок 1 – Структурна схема АРВЗ-71. С – ситуація; З – задача; УЗ – уточнена задача; Р – рішення; ОР – оцінка рішення; УР – удосконалене рішення; ДР – додаткове рішення; МР – метод рішення

Алгоритм розв'язання винахідницьких задач — один з алгоритмічних методів інженерного творення.
Цей метод, автором якого є Генріх Саулович Альтшулер, має багато модифікацій, залежно від року їх появи.
Під алгоритмом розуміють комплекс послідовно виконуваних дій (кроків, етапів), спрямованих на розв'язання винахідницької задачі.
Суть методу полягає в тому, що задача розбивається на декілька стадій, які виконують у певному порядку. Наприклад, АРВЗ-71, структурна схема якого показана на рис. 1, має 6 стадій, кожна з яких має певні кроки:
1.	Вибору задачі – 6 кроків;
2.	Уточнення умов задачі – 5 кроків;
3.	Аналітична – 8 кроків;
4.	Попередньої оцінки знайденої ідеї – 6 кроків;
5.	Оперативна – 9 кроків;
6.	Синтетична – 3 кроки.
Виконання кроків регламентовано конкретними питаннями і рекомендаціями.